# Alyssa Rhoden
Pour les articles homonymes, voir Rhoden.
Alyssa Rose Rhoden, née en 1980, est une planétologue du Southwest Research Institute à Boulder, Colorado. Elle était auparavant professeure à l'université d'État de l'Arizona. Elle étudie les satellites glacés du Système solaire et a identifié la preuve géologique de l'obliquité d'Europe.
L'astéroïde (16788) Alyssarose est nommé en son honneur.